# Best of Fear
Best of Fear è la seconda raccolta del gruppo musicale tedesco heavy/power metal Primal Fear, la prima con l'etichetta discografica Frontiers.
I primi 4 brani del disco 1 sono stati realizzati e incisi apposta per l'occasione, compreso If Looks Could Kill (cover degli Heart),  mentre le restanti canzoni sono i "classici" della band.

## Tracce

### CD 1
1. Area 16 – 1:41
2. Predator – 4:01
3. If Looks Could Kill (Heart) – 4:01
4. Thrill of Speed – 4:01
5. The End is Near – 4:28
6. Strike – 4:40
7. Sign of Fear – 4:47
8. In Metal We Trust – 3:33
9. When Death Comes Knocking – 6:58
10. Six Time Dead – 4:00
11. Angel of Mercy – 3:36
12. Unbreakable – 6:06
13. Riding the Eagle – 4:59
14. Rulebreaker – 4:39
15. King for A Day – 3:45
16. Bad Guys Wear Black – 3:31

### CD 2
1. Everytime It Rains – 3:52
2. We Walk Without Fear – 10:44
3. Fighting The Darkness (Extended Version) – 8:44
4. Hands Of Time – 4:21
5. One Night In December – 9:19
6. The Sky Is Burning – 4:45
7. Where Angels Die – 8:10
8. Born With A Broken Heart (feat. Liv (Remix)) – 4:37
9. Born Again – 4:49
10. The Man (That I Don’t Know) – 6:11

## Formazione
- Ralf Scheepers – voce
- Alex Beyrodt – chitarra
- Tom Naumann – chitarra
- Magnus Karlsson – chitarra
- Mat Sinner – basso, cori
- Francesco Jovino – batteria